# Loricaria parnahybae
Loricaria parnahybae es una especie de peces de la familia Loricariidae en el orden de los Siluriformes.

## Morfología
Los machos pueden llegar alcanzar los 16 cm de longitud total.

## Distribución geográfica
Se encuentran en Sudamérica: ríos costeros del noreste de Brasil y la Guayana Francesa.